# Episodi di The Andy Griffith Show (quinta stagione)
La quinta stagione della serie televisiva The Andy Griffith Show è andata in onda negli Stati Uniti dal 21 settembre 1964 al 3 maggio 1965 sulla CBS.
| nº | Titolo originale                  | Prima TV USA      |
| -- | --------------------------------- | ----------------- |
| 1  | Opie Loves Helen                  | 21 settembre 1964 |
| 2  | Barney's Physical                 | 28 settembre 1964 |
| 3  | Family Visit                      | 5 ottobre 1964    |
| 4  | The Education of Ernest T. Bass   | 12 ottobre 1964   |
| 5  | Aunt Bee's Romance                | 19 ottobre 1964   |
| 6  | Barney's Bloodhound               | 26 ottobre 1964   |
| 7  | Man in the Middle                 | 2 novembre 1964   |
| 8  | Barney's Uniform                  | 9 novembre 1964   |
| 9  | Opie's Fortune                    | 16 novembre 1964  |
| 10 | Goodbye, Sheriff Taylor           | 23 novembre 1964  |
| 11 | The Pageant                       | 30 novembre 1964  |
| 12 | The Darling Baby                  | 7 dicembre 1964   |
| 13 | Andy and Helen Have Their Day     | 14 dicembre 1964  |
| 14 | Three Wishes for Opie             | 21 dicembre 1964  |
| 15 | Otis Sues the County              | 28 dicembre 1964  |
| 16 | Barney Fife, Realtor              | 4 gennaio 1965    |
| 17 | Goober Takes a Car Apart          | 11 gennaio 1965   |
| 18 | The Rehabilitation of Otis        | 18 gennaio 1965   |
| 19 | The Lucky Letter                  | 25 gennaio 1965   |
| 20 | Goober and the Art of Love        | 1º febbraio 1965  |
| 21 | Barney Runs for Sheriff           | 8 febbraio 1965   |
| 22 | If I Had a Quarter-Million        | 15 febbraio 1965  |
| 23 | TV or Not TV                      | 1º marzo 1965     |
| 24 | Guest in the House                | 8 marzo 1965      |
| 25 | The Case of the Punch in the Nose | 15 marzo 1965     |
| 26 | Opie's Newspaper                  | 22 marzo 1965     |
| 27 | Aunt Bee's Invisible Beau         | 29 marzo 1965     |
| 28 | The Arrest of the Fun Girls       | 5 aprile 1965     |
| 29 | The Luck of Newton Monroe         | 12 aprile 1965    |
| 30 | Opie Flunks Arithmetic            | 19 aprile 1965    |
| 31 | Opie and the Carnival             | 26 aprile 1965    |
| 32 | Banjo-Playing Deputy              | 3 maggio 1965     |

## Opie Loves Helen
- Prima televisiva: 21 settembre 1964
- Diretto da: Aaron Ruben
- Scritto da: Bob Ross

### Trama
- Guest star: Betsy Hale (Betty Ann), Mary Lansing (Miss Primrose), Aneta Corsaut (Helen Crump), Ronda Jeter (Sharon McCall), Keith Thibodeaux (Johnny Paul Jason)

## Barney's Physical
- Prima televisiva: 28 settembre 1964
- Diretto da: Howard Morris
- Scritto da: Bob Ross

### Trama
- Guest star: Larry Thor (Mr. Bronson), Keith Thibodeaux (Johnny Paul Jason), Charles P. Thompson (Asa Bascombe), Betty Lynn (Thelma Lou), Dennis Rush (Howie Pruitt)

## Family Visit
- Prima televisiva: 5 ottobre 1964
- Diretto da: Howard Morris
- Scritto da: Everett Greenbaum, James Fritzell

### Trama
- Guest star: Kenneth Butts (Bruce), Forrest Lewis (Mr. Mundt), Maudie Prickett (zia Nora), Howard McNear (Floyd Lawson), James Westerfield (zio Ollie), Billy Booth (Roger), Keith Thibodeaux (Johnny Paul Jason)

## The Education of Ernest T. Bass
- Prima televisiva: 12 ottobre 1964
- Diretto da: Alan Rafkin
- Scritto da: Everett Greenbaum, James Fritzell

### Trama
- Guest star: Ronda Jeter (Sharon McCall), Aneta Corsaut (Helen Crump), Howard Morris (Ernest T. Bass)

## Aunt Bee's Romance
- Prima televisiva: 19 ottobre 1964
- Diretto da: Howard Morris
- Scritto da: Harvey Bullock

### Trama
- Guest star: Howard McNear (Floyd Lawson), Wallace Ford (Roger Hanover)

## Barney's Bloodhound
- Prima televisiva: 26 ottobre 1964
- Diretto da: Howard Morris
- Scritto da: Bill Idelson, Sam Bobrick

### Trama
- Guest star: James Seay (agente di polizia statale), Howard Morris (Voice-over for Leonard Blush), Arthur Batanides (Ralph Neal), Brad Trumbull (agente di polizia statale), Howard McNear (Floyd Lawson)

## Man in the Middle
- Prima televisiva: 2 novembre 1964
- Diretto da: Alan Rafkin
- Scritto da: Gus Adrian, Dave Evans

### Trama
- Guest star: Betty Lynn (Thelma Lou), Aneta Corsaut (Helen Crump)

## Barney's Uniform
- Prima televisiva: 9 novembre 1964
- Diretto da: Coby Ruskin
- Scritto da: Bill Idelson, Sam Bobrick

### Trama
- Guest star: William Keene (reverendo Tucker), Yoki Shimoda (Mr. Izamoto), Allan Melvin (Fred Plummer)

## Opie's Fortune
- Prima televisiva: 16 novembre 1964
- Diretto da: Coby Ruskin
- Scritto da: Ben Joelson, Art Baer

### Trama
- Guest star: Mary Jackson (Mrs. Rigsby), Jon Lormer (Parnell Rigsby), Bill McLean (commesso)

## Goodbye, Sheriff Taylor
- Prima televisiva: 23 novembre 1964
- Diretto da: Gene Nelson
- Scritto da: Fred Freeman, Lawrence J. Cohen

### Trama
- Guest star: George Lindsey (Goober Pyle), Andrew Duncan (camionista), Howard McNear (Floyd Lawson), Burt Mustin (Jud Fletcher), Janet Stewart (Mrs. Jackson), Hal Smith (Otis Campbell)

## The Pageant
- Prima televisiva: 30 novembre 1964
- Diretto da: Gene Nelson
- Scritto da: Harvey Bullock

### Trama
- Guest star: James Brewer (Duane), Hope Summers (Clara Edwards), Olan Soule (John Masters), Barbara Perry (Doris Williams)

## The Darling Baby
- Prima televisiva: 7 dicembre 1964
- Diretto da: Howard Morris
- Scritto da: James Fritzell, Everett Greenbaum

### Trama
- Guest star: Denver Pyle (Briscoe Darling), Maggie Peterson (Charlene Darling Wash), Doug Dillard (Doug Darling), The Dillards (Darling Family)

## Andy and Helen Have Their Day
- Prima televisiva: 14 dicembre 1964
- Diretto da: Howard Morris
- Scritto da: Bill Idelson, Sam Bobrick

### Trama
- Guest star: Colin Male (Agent Peterson/Wormser), Aneta Corsaut (Helen Crump), George Lindsey (Goober Pyle), Howard Morris (tecnico TV)

## Three Wishes for Opie
- Prima televisiva: 21 dicembre 1964
- Diretto da: Howard Morris
- Scritto da: Richard M. Powell

### Trama
- Guest star: Aneta Corsaut (Helen Crump), George Lindsey (Goober Pyle), Howard McNear (Floyd Lawson), Burt Mustin (Jud Fletcher)

## Otis Sues the County
- Prima televisiva: 28 dicembre 1964
- Diretto da: Howard Morris
- Scritto da: Bob Ross

### Trama
- Guest star: Bartlett Robinson (Mr. Roberts), Hal Smith (Otis Campbell), Howard McNear (Floyd Lawson), Jay Novello (Neil Bentley)

## Barney Fife, Realtor
- Prima televisiva: 4 gennaio 1965
- Diretto da: Peter Baldwin
- Scritto da: Sam Bobrick, Bill Idelson

### Trama
- Guest star: Dabbs Greer (Harry Sims), Harlan Warde (Mr. Williams), Dennis Rush (Howie Williams), Amzie Strickland (Lila Sims)

## Goober Takes a Car Apart
- Prima televisiva: 11 gennaio 1965
- Diretto da: Peter Baldwin
- Scritto da: Bill Idelson, Sam Bobrick

### Trama
- Guest star: Tom Jacobs (uomo), Johnny Coons (uomo), Howard McNear (Floyd Lawson), Larry Hovis (Gilly Walker), Buck Young (vice Joe Watson), Stanley Farrar (uomo), Wally Englehardt (sceriffo Jackson), George Lindsey (Goober Pyle)

## The Rehabilitation of Otis
- Prima televisiva: 18 gennaio 1965
- Diretto da: Peter Baldwin
- Scritto da: Lawrence J. Cohen, Fred Freeman

### Trama
- Guest star: Howard McNear (Floyd Lawson), Hal Smith (Otis Campbell), Frank Cady (Luke)

## The Lucky Letter
- Prima televisiva: 25 gennaio 1965
- Diretto da: Theodore J Flicker
- Scritto da: Richard M. Powell

### Trama
- Guest star: George Lindsey (Goober Pyle), Howard McNear (Floyd Lawson), Betty Lynn (Thelma Lou)

## Goober and the Art of Love
- Prima televisiva: 1º febbraio 1965
- Diretto da: Alan Rafkin
- Scritto da: Lawrence J. Cohen, Fred Freeman

### Trama
- Guest star: George Lindsey (Goober Pyle), Josie Lloyd (Lydia Crosswaithe), Betty Lynn (Thelma Lou), Aneta Corsaut (Helen Crump)

## Barney Runs for Sheriff
- Prima televisiva: 8 febbraio 1965
- Diretto da: Alan Rafkin
- Scritto da: Richard M. Powell

### Trama
- Guest star: Howard McNear (Floyd Lawson), Aneta Corsaut (Helen Crump), George Lindsey (Goober Pyle), Betty Lynn (Thelma Lou)

## If I Had a Quarter-Million
- Prima televisiva: 15 febbraio 1965
- Diretto da: Alan Rafkin
- Scritto da: Bob Ross

### Trama
- Guest star: Byron Foulger (Fred, the Hotel Clerk), Alfred Hopson (coltivatore), Howard McNear (Floyd Lawson), Robert Brubaker (Frank Brewster), Al Checco (Hennessey), Hank Patterson (Hobo), George Lindsey (Goober Pyle)

## TV or Not TV
- Prima televisiva: 1º marzo 1965
- Diretto da: Coby Ruskin
- Scritto da: Ben Joelson, Art Baer

### Trama
- Guest star: Charles P. Thompson (Asa Breeney), Warren Parker (Mr. Meldrim), George Lindsey (Goober Beasley), Howard McNear (Floyd Lawson), George Ives (Allen Harvey), Barbara Stuart (Pat Blake), Gavin MacLeod (Gilbert Jamal)

## Guest in the House
- Prima televisiva: 8 marzo 1965
- Diretto da: Coby Ruskin
- Scritto da: Lawrence J. Cohen, Fred Freeman

### Trama
- Guest star: Jan Shutan (Gloria), George Spence (Frank), Howard McNear (Floyd Lawson), Aneta Corsaut (Helen Crump), George Lindsey (Goober Pyle)

## The Case of the Punch in the Nose
- Prima televisiva: 15 marzo 1965
- Diretto da: Coby Ruskin
- Scritto da: Bill Idelson, Sam Bobrick

### Trama
- Guest star: Frank Ferguson (Charlie Foley), Larry Hovis (Gilly Walker), Howard McNear (Floyd Lawson), George Lindsey (Goober Pyle)

## Opie's Newspaper
- Prima televisiva: 22 marzo 1965
- Diretto da: Coby Ruskin
- Scritto da: Harvey Bullock

### Trama
- Guest star: William Keene (reverendo Martin), Burt Mustin (Sam Benson), Dennis Rush (Howie Pruitt), Vicki Raaf (Sue Grigsby), Irene Tedrow (Mrs. Foster), Kelly Thordsen (Harold Grigsby)

## Aunt Bee's Invisible Beau
- Prima televisiva: 29 marzo 1965
- Diretto da: Theodore J Flicker
- Scritto da: Ben Joelson, Art Baer

### Trama
- Guest star: Woody Chambliss (Orville Hendricks), Bobby Diamond (Evan Hendricks), Aneta Corsaut (Helen Crump), Lyle Latell (Farley Thurston), Hope Summers (Clara Edwards)

## The Arrest of the Fun Girls
- Prima televisiva: 5 aprile 1965
- Diretto da: Theodore J Flicker
- Scritto da: Richard M. Powell

### Trama
- Guest star: Jean Carson (Daphne), Joyce Jameson (Skippy), Aneta Corsaut (Helen Crump), Hal Smith (Otis Campbell), Betty Lynn (Thelma Lou)

## The Luck of Newton Monroe
- Prima televisiva: 12 aprile 1965
- Diretto da: Coby Ruskin
- Scritto da: Bill Idelson, Sam Bobrick

### Trama
- Guest star: Don Rickles (Newton Monroe), Howard McNear (Floyd Lawson), George Lindsey (Goober Pyle)

## Opie Flunks Arithmetic
- Prima televisiva: 19 aprile 1965
- Diretto da: Coby Ruskin
- Scritto da: Richard Neil Morgan

### Trama
- Guest star: Aneta Corsaut (Helen Crump)

## Opie and the Carnival
- Prima televisiva: 26 aprile 1965
- Diretto da: Coby Ruskin
- Scritto da: Fred Freeman, Lawrence J. Cohen

### Trama
- Guest star: Aneta Corsaut (Helen Crump), Billy Halop (Charlie), Lewis Charles (Pete), George Lindsey (Goober Pyle), Keith Thibodeaux (Johnny Paul Jason)

## Banjo-Playing Deputy
- Prima televisiva: 3 maggio 1965
- Diretto da: Coby Ruskin
- Scritto da: Bob Ross

### Trama
- Guest star: Jean Inness (donna), Tom Steele (personaggio), Jerry Van Dyke (Jerry Miller), Sylvia Lewis (Flossie the Dancer), Herbie Faye (Manager), Mary Lansing (Miss Roundtree), Hope Summers (Miss Bedloe), Robert Carricart (Frankie), Lee Van Cleef (Skip), Bill Catching (personaggio), Howard McNear (Floyd Lawson)